# Eberardo de Francônia
Eberardo (885-939) foi um membro da dinastia Conradina, que se tornou duque da Francônia depois da morte do seu irmão mais velho, o rei Conrado I em Dezembro de 918. Em 913 que foi conde  de Hessengau e Persgau, em 918 conde de Oberlahngau; de 914 a 918 marquês, e finalmente até a sua morte, Duque de Francônia. De 926 a 928 se supõe que foi ao mesmo tempo Duque da Lorena, se bem não é certo se o duque nomeado por Henrique I da Germânia fosse a mesma pessoa, já que poderia ser também um conde do Hamalant ou do Salland.
Em seu leito de morte, em dezembro de 918, o rei Conrado vai persuadir a Eberardo a renunciar suas pretensões sobre coroa germânica e os príncipes eleitores elegeram pelo império  Henrique I, Duque da Saxônia, como o seu sucessor no parlamento em maio de 919 em Fritzlar. Conrado considerava esta a única maneira para pôr fim à longa disputa entre os francos e os saxões e prevenir a dissolução do império em estados mais pequenos criados sobre a base dos ducados.
Eberardo permaneceu fiel ao rei Henrique I, e em 926 este se supõe que lhe vai conferir o ducado de Lorena, agitado e inquieto (926-928) e que Eberardo rapidamente vai estabilizar.
Depois da morte de Henrique, cedo entrou em conflito com o seu filho e sucessor, o imperador Otão I. Eberardo atacou em 937 o castelo de Helmern perto de Peckelsheim, situado no ducado de Francônia, perto da fronteira saxã, mas com uma uma guarnição que se negou a jurar fidelidade a qualquer não-saxão. O imperador chamou às partes enfrentadas à corte real a Magdeburg onde Eberardo foi condenado a pagar uma multa e os seus vice-reis foram condenados a arrastar cães mortos em público, um castigo particularmente desonroso. Enfurecido, Eberardo uniu-se aos opositores de Otão, levantando uma rebelião em 938 com o irmão de Otão Thankmar e o novo duque de Baviera, Eberardo (filho de Arnulfo da Caríntia). Thankmar morreu cedo em batalha, e Eberardo de Baviera foi deposto e substituído pelo seu tio  Bertoldo como duque (938-945). Depois de uma breve reconciliação com Otão, Eberardo aliou-se com Giselbert de Lorena, o arcebispo Frederico de Magúncia, e Henrique I, o irmão mais novo de Otão, numa nova insurreição. Em 23 de outubro de 939 dos rebeldes foram derrotados na batalha de Andernach. Eberardo de Francônia foi assassinato, e o seu ducado tornou-se uma posse imperial de 939 a 1024.